# ハインケル
ハインケルとはエルンスト・ハインケル博士によって設立されたハインケル航空機製造会社 (Heinkel Flugzeugwerke) を指す。ヴェルサイユ条約による航空機製造禁止が緩和された1922年にドイツ北部のロストック近郊のヴァーネミュンデに設立された。第二次世界大戦中にドイツ空軍のために爆撃機を始め数多くの航空機を製造した。

## 歴史
1932年のHe 70 高速郵便飛行機とルフトハンザ航空の定期旅客機が最初の成功となった。He 70はいくつかの速度記録をつくり、He 111がそれに続いた。ハインケルの設計者としては双子のギュンター兄弟（ジークフリート、ヴァルター）とハインリッヒ・ヘルテルが有名である。
ハインケル社は、ロケット機やジェット機の開発においても先駆的な役割を果たした。しかし、社長のエルンスト・ハインケルが「機体性能を追求するあまり量産性や実用性を軽視する」開発方針に問題があったため、ライバルのメッサーシュミット社に比較してドイツ空軍からは評価されなかった。ただし、これは主力戦闘機メーカーが格上であるとする価値観からの一方的な見方であって、実際にはドイツ空軍は爆撃機を主力とみなしていた空軍であり、ハインケルが冷遇されていたと言い切るには疑問がある。
第二次世界大戦中に生産した主な機体はHe111 爆撃機である。ドイツ空軍の重爆撃機 He 177も開発されたが、V型エンジン2基を並べて1つのプロペラを回すレイアウトを採用したため、十分な信頼性が得られなかった。
戦闘機の分野では、第二次世界大戦開戦前にHe 112などを開発したがBf 109に敗れドイツ空軍に採用されなかった。戦中に夜間戦闘機He 219 ウーフーが採用されたものの、エンジン供給の問題から300機以下に留まった。

### ロケット機の開発
ハインケルはジェット機やロケット機の開発のパイオニアでもある。V2ロケット開発などでその名を知られるヴェルナー・フォン・ブラウンの液体燃料ロケットエンジンに注目したハインケル社は、自社の単発単座レシプロ機 He 112にこれを搭載した。1934年、He 112改造機は、離陸・飛行から着陸までレシプロエンジンを使用しない純粋なロケット飛行に世界に先駆けて成功した。
さらにハインケル社は、世界速度記録の樹立を狙ったHe 176を製作した。ヘルムート・ヴァルターが開発した液体燃料ロケットエンジンを搭載した1号機は1939年6月20日に初飛行した。しかし、2回目の飛行を視察したドイツ空軍省には本機は不評で、以降飛行禁止とされた。1939年7月のアドルフ・ヒトラー御前飛行が本機の最後の飛行とされる。
なお、史上唯一の実用ロケット戦闘機Me 163の原型機、DFS194の初飛行は1939年末であった。

### ジェット機の開発
世界最初のジェット機の飛行はHe 178により1939年 8月27日に記録された（ジェット機を参照）。本機は単発・単座で、搭載されたジェットエンジンはハンス・フォン・オハインの設計により自社で開発したものであった。
次ぐ双発・単座機He 280は1941年 3月30日に約3分間の初飛行に成功した。これにより、ハインケル社は世界最初の双発ジェット機の飛行も記録した。本機は、やはり世界最初となる射出座席（圧縮空気式）を備え、最高速度は700km/hに達した。また、戦闘機としての兵装搭載を前提に設計されており、当時のドイツ空軍における主力レシプロ戦闘機Fw 190を模擬空戦で圧倒したともいわれる。しかし、ロケット機と同様に本機もドイツ空軍省からは不評で、量産されることも無く開発中止となった。
なお、世界最初の実用ジェット戦闘機Me 262原型機の初の純ジェット飛行は1942年7月18日である。もっとも、本命エンジンであるユンカース社製ユモ004の実用性獲得は1944年になってからであり、同一エンジンでのHe 280とMe 262の優劣ではMe 262に軍配が上がる。
第二次世界大戦末期に量産に至った唯一のハインケル社製ジェット機がHe 162である。正式な愛称は「フォルクスイェーガー(Volksjäger、国民戦闘機の意)」。また、俗称であるが「シュパッツ(Spatz、スズメの意)」や「ザラマンダー(Saramander、火トカゲの意)」とも呼ばれた。シュパッツよりもザラマンダーの方がより一般的である。単発単座の軽戦闘機で、国民戦闘機の名称どおり比較的経験の浅い少年兵などでも乗りこなせることを設計目標とした。原型機は1944年12月6日に初飛行した。しかし、急いで開発・実用化したためにかなり特異な設計となり、熟練したパイロットでなければ操縦が困難になってしまった。ドイツ降伏までに200機前後が完成し、最初にして唯一の飛行隊が1945年3～4月ごろに実働状態に入った。終戦までにRAFのタイフーン戦闘機を含む2機撃墜の戦果（非公式）を記録している。

### 第二次世界大戦後
戦後、航空機の製造が禁止されると、自転車・オートバイ（ハインケル・ツーリストなど）やバブルカー（ハインケル・カビーネなど）を製造した。1950年代に航空機の製造に復帰して、西ドイツ空軍（当時）のためにF-104のライセンス生産などを行った。 
- 1965年： フォッケウルフの後身である Vereinigte Flugtechnische Werke に吸収された。
- 1980年： VFWは、メッサーシュミットとブローム・ウント・フォス航空機部門の後身である メッサーシュミット・ベルコウ・ブローム（Messerschmitt-Bölkow-Blohm) に吸収された。

## 文献
- エルンスト・ハインケル（著）、松谷健二（訳）、『嵐の生涯:飛行機設計家ハインケル』、フジ出版社、1981年、ISBN 4-89226-052-5